# Борисоглебский, Александр Игоревич
Александр Игоревич Борисоглебский (род. 15 января 1959, Ленинград) — российский журналист, телеведущий, продюсер и режиссёр.

## Биография
Отец — Борисоглебский Игорь Геннадиевич, теле-радиоведущий, был главным редактором Ленинградского телевидения и радио, комментатором в течение 31 года, один из создателей цветного телевидения на Ленинградском телевидении, дважды закончил Ленинградскую консерваторию, во время войны служил в Советской армии на Кавказском фронте, имеет боевые награды и ордена. Мать — Борисоглебская Вера Александровна, фельдшер.
Александр Борисоглебский закончил специализированную музыкальную школу при Ленинградской Консерватории, в 1976 году начал работать в оркестре Мариинского театра. В 1977 году поступил в Ленинградскую государственную консерваторию имени Н. А. Римского-Корсакова (оркестровый факультет). В юности был в сборной Консерватории по спорту.
В 1982, после окончания консерватории был призван в ряды Советской Армии, служил в ЛВВИУС им. Ленсовета.
В 1984 году вместо того, чтобы пойти работать в театр, в котором было зарезервировано место, решил продолжить дело отца.
С 1984 года работал на телевидении. Сначала внештатным корреспондентом в главной редакции информации и пропаганды, потом редактором и продюсером.
С 1988 года стал директором отдельного творческого объединения Ленинградского телевидения.
В 1991 году перешёл работать в Администрацию (мэрию) Санкт-Петербурга, одновременно возглавил общественный фонд «Петербургский фонд поддержки реформ». В мэрии был советником первого вице-мэра по внешне- экономическим связям.
В 90-х годах создал российско-голландскую телевизионную компанию «Pro-Anima», которая в течение 3 лет обеспечивала ежедневный двухчасовой эфир (с 20:00 до 22:00) на «5 канале — ТРК Петербург».
В 2005 году компания совместно с ТК «АРД» Германия и ТК «ОРТ» сняла фильм «Кремль», рассказывающий о жизни в Московском Кремле и о людях, в нём работающих, который получил в 2007 году второе место на Нью-Йоркском фестивале документальных и телевизионных фильмов.
В 1997 году создал кино-телекомпанию «Русское ТелеВидео», которая и в настоящее время занимается съёмками документальных и художественных фильмов, а также телевизионных передач для российских телеканалов и зарубежных телекомпаний.
ТК «Русское ТелеВидео» обеспечивала съемки с воздуха летающей камерой инаугурации Президента РФ и Парада Победы на Красной площади в честь 60-летия со дня победы над фашистской Германией.
В 2007 году компанией закончен художественный фильм «Экстренное торможение», снятый по заказу Федерального агентства по культуре и кинематографии. За годы существования компании созданы многочисленные документальные фильмы при поддержке Министерства культуру РФ.
В 2008 году компанией «Русское ТелеВидео» снят уникальный фильм про дальневосточных леопардов, которых осталось всего 38 во всем мире.

### Личная жизнь
Был женат. Имеет двух детей.

### Участие в выборах
В 1999 году участвовал в губернаторских выборах в Санкт-Петербурге, заняв третье место после Владимира Яковлева и Игоря Артемьева.

## Кинотелевизионная деятельность
В прямом эфире вёл передачу «Сутки» и «Коридоры власти» на 11, 6 и других каналах. Гостями передач Александра Борисоглебского были все ведущие политики России: В. В. Путин, А. А. Собчак, А. Л. Кудрин, И. И. Сечин, И. М. Хакамада, Г. А. Зюганов, В. В. Жириновский и т. д.

### Художественные фильмы
Экстренное торможение. Снят при финансовой поддержке Министерства культуры РФ (Федерального Агентства по культуре и кинематографии).
Заложник. Лауреат всероссийского фестиваля «Виват кино России!» (2004 год). Премия ФСБ России за патриотизм и гражданственность.
Фаталити.

### Документальный фильмы
Александр Борисоглебский является режиссёром и продюсером документальных фильмов, снятых при поддержке Министерства культуры РФ, по заказу российских и международных телекомпаний. Ряд фильмов являются совместным производством кино-телекомпании А. Борисоглебского и международных партнёров. Наиболее значительные из этих фильмов показывались в России и за рубежом.
- «Кремль — сердце России» («Внутри Кремля» — название российской версии фильма)[9][10]
- «Смертельный треугольник или дело, которого не было»[11]
- «200 лет на сцене»
- «Дикая природа России»
- «Атомный подводный флот РФ»
- «Северная война»
- «Сказка про леопарда»
- «Царица тайги»
- «Камчатка. На краю земли»
- «Ты вернулась навсегда»
- «И алгеброй он проверял гармонию»
- «Атланты держат небо»
- «И в будни, и в праздник»
- «Кремль»
- «Парад победы»
- «Дикий мир»

### Телевизионные передачи
Александр Борисоглебский принимал участие в создании телевизионных передач различной тематики: журналистские расследования, информационные и исторические передачи, передачи о дикой природе, культурная и развлекательная направленность.
- «Сутки»
- «Снайпер»
- «Человек и закон»
- «Совершенно секретно»
- «Хали Гали»
- «Клубный дозор»
- «Наблюдатель»
- «Город строится, город живёт»
- «Коридоры власти»
- «Телестанция Факт»
- «Ленинград»
- «Телекурьер»
- «Ищите женщину»
- «Азбука красоты»
- «Фабрика здоровья»
- «600 секунд»

## Увлечения
Совершает полёты на легкомоторных самолётах. Любит охоту, имеет большую коллекцию охотничьего оружия и лицензии к нему. Также коллекционирует живопись.

## Награды
2004 г. — Лауреат 12 Всероссийского кинофестиваля «Виват кино России!»
2006 г. — Награждён медалью «За верность авиации»
2009 г. — Награждён орденом «За службу России» III степени
2009 г. — Орденом Ломоносова за заслуги и большой личный вклад в развитие и укрепление государства Российского.